# Banuve Tabakaucoro
Ratu Banuve Lalabalavu Tabakaucoro, né le 4 septembre 1992 à Suva, est un athlète fidjien, spécialiste du sprint.

## Carrière
Lors des 93es Championnats d'Australie, il établit les records des Fidji sur 100 et 200 m à Brisbane, en les portant respectivement à 10 s 26 (seulement battu par Josh Clarke) et 20 s 63, les 28 et 29 mars 2015.
Puis il remporte le 100 m en 10 s 22 et termine second du 200 m des Championnats d'Océanie d'athlétisme 2015 à Cairns. Il remporte également les 100 m et 200 m lors des Jeux du Pacifique de 2015 à Port Moresby en portant son record sur 200 m à 20 s 53.
Lors des 2016 Melanesian Championships in Athletics, le 9 juillet 2016 à Suva, il remporte le 100 m en 10 s 20, record national battu.
En 2019, il est disqualifié en finale du 100 m lors des Championnats d'Océanie, mais remporte la médaille d’argent du 200 m, à 4/100e de Jeremy Dodson.

## Records
| Épreuve    | Temps                | Lieu         | Date            |
| ---------- | -------------------- | ------------ | --------------- |
| 100 mètres | 10 s 20 (+ 1,2) (NR) | Suva         | 8 juillet 2016  |
| 200 mètres | 20 s 53 (- 1,5)      | Port Moresby | 17 juillet 2015 |